# Jeff Coby
Jeff Coby (Pembroke Pines, Florida, 4 de febrero de 1994) es un baloncestista estadounidense que juega en el Club Xuventude Baloncesto. Con una altura de 203 cm su posición en la cancha es la de ala-pívot.

## Trayectoria
Es un jugador todoterreno formado en Columbia Lions.
En 2017, tras no ser drafteado el ala-pívot firma por el CB Prat de la Liga LEB Oro, siendo la temporada 2017-18 la primera como profesional.

## Clubes
- Club Bàsquet Prat (2017-2018)
- Club Xuventude Baloncesto (2018-Act.)